# 沓野温泉
沓野温泉（くつのおんせん）は、長野県下高井郡山ノ内町（旧高井郡沓野村）、湯田中渋温泉郷にある温泉。ガイドブックなどによっては、当地を記述していない場合がある。

## 泉質
- 単純温泉
- 含食塩石膏泉
- 含硫黄 - ナトリウム・カルシウム、塩化物・硫黄塩温泉
  - 源泉温度75℃、91℃

## 温泉街
渋温泉とは横湯川対岸の高台（靴の形をした野：沓野）に位置する温泉街。観光温泉街という雰囲気は無く、一見田舎の傾斜地山村集落ではあるが、各所に地元民が生活に利用する共同浴場、お湯汲み場が点在するという街並み。みやげ物店は無い。
宿泊施設は5軒の民宿が存在する。当地に宿泊すると、共同浴場（過去には一般に開放されていた）へ入浴することも出来る。沓野では温泉旅館は発達しなかった。高台にあるため当時の技術では横湯川沿いからの引き湯が主であったのと、志賀高原開発に取り組んだこと、一大温泉街が隣接していた事が大きい。共同浴場の引き湯でも非常に熱い。冬はかなりの積雪となるが、主要な場所では温泉を歩道の地中に通し除雪している。
当地ゆかりの文人の品々は、天川神社（御柱祭あり）、沓野観音堂（聖観世音菩薩）、渋温泉寺、和合会館、ギャラリー玉村（蔵元）などの美術館寺社で一般公開されているものを見て回ることも出来る。旧石器、土偶などは一般公開されていない。

## 歴史
開湯は1818年である。古くは草津街道沿いの湯治場であった。
1991年4月16日 - 環境庁告示第22号により、国民保養温泉地に指定。

## 交通アクセス
- 鉄道 : JR東日本長野駅より長電バス（急行 志賀高原線）で約40分（上林温泉入口）。
- 鉄道 : 長野電鉄湯田中駅より長電バス（志賀高原方面行き／上林温泉行き）で約10分。
- 道路 : 上信越自動車道:信州中野IC、国道292号:沓野・渋IC
- 徒歩 : 渋温泉より約10分、上林温泉より約10分、角間温泉より約15分、安代温泉より約10分。